# Shiromani Akali Dal
Le Shiromani Akali Dal (SAD, ਸ਼੍ਰੋਮਣੀ ਅਕਾਲੀ ਦਲ, « parti suprême akali ») ou Akali Dal est un parti politique indien sikh principalement implanté au Penjab. 
L'Akali Dal a été fondé le 14 décembre 1920, après la formation du Comité Shromani Gurdwara Parbandhak, une organisation religieuse créée à la suite d'un mouvement visant à protéger les gurdwaras (lieux de culte sikh) des prêtres corrompus. L'Akali Dal se considère donc comme un parti politico-religieux, et le principal représentant de la communauté des Sikhs. Il devient une force politique importante avec Master Tara Singh à la fin des années 1920.
L'Akali Dal milite pour la création d'un État majoritairement peuplé de sikhs. En 1966, son leader Sant Fateh Singh lance dans ce sens la campagne Punjabi Suba. Après une période d'agitation, l'État indien du Pendjab est divisé en deux : le Penjab majoritairement sikh et pendjabiphone, et l'Haryana, hindiphone. Cette solution est insatisfaisante pour les partisans de l'indépendance d'un État sikh, le Khalistan. Il s'ensuit un conflit entre extrémistes sikhs et gouvernement indien, qui culmine avec l'opération Blue Star puis l'assassinat d'Indira Gandhi en 1984. Pendant cette période, le Shiromani Akali Dal remporte plusieurs fois les élections au Pendjab, mais son gouvernement est à plusieurs reprises démis par le gouvernement central pour placer directement l'État sous administration fédérale (President's rule). 
Le principal adversaire du SAD au Penjab est le Congrès. Il est allié au niveau régional et central au BJP et a participé à la NDA, la coalition nationale au pouvoir entre 1998 et 2004. Le SAD a remporté quatre sièges de la Lok Sabha lors des élections de 2004. Il forme de 2007 à 2017 le gouvernement de l'État du Pendjab, en coalition avec le BJP, sous le ministre en chef Parkash Singh Badal (en).